# Thực vật đệm

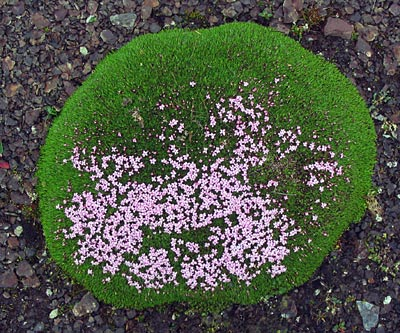
Silene acaulis, một loài thực vật đệm thuộc họ Cẩm chướng

Thực vật đệm hay thực vật dạng đệm (tiếng Anh: cushion plant) là tên gọi chung của dạng sống thực vật nhỏ gọn, mọc thấp, tạo thành thảm hoặc cụm, được tìm thấy ở môi trường núi cao, cận núi cao, Bắc Cực hoặc cận Bắc Cực trên khắp thế giới. Thực vật đệm có thể là cây thân gỗ hoặc thân thảo sống lâu năm mọc thành thảm trải rộng, có chiều cao hạn chế so với mặt đất (tối đa là vài inch), có rễ cái tương đối lớn và sâu. Vòng đời của thực vật đệm thích nghi với sự phát triển hạn chế trong môi trường nghèo dinh dưỡng và có khả năng sinh sản chậm. Hình dạng thực vật loại này là một ví dụ về sự tiến hóa song song hoặc hội tụ với các loài từ nhiều họ thực vật khác nhau trên các lục địa khác nhau "hội tụ" đặc điểm về cùng một kiểu thích nghi để chống chịu các điều kiện môi trường khắc nghiệt.

## Hình thái

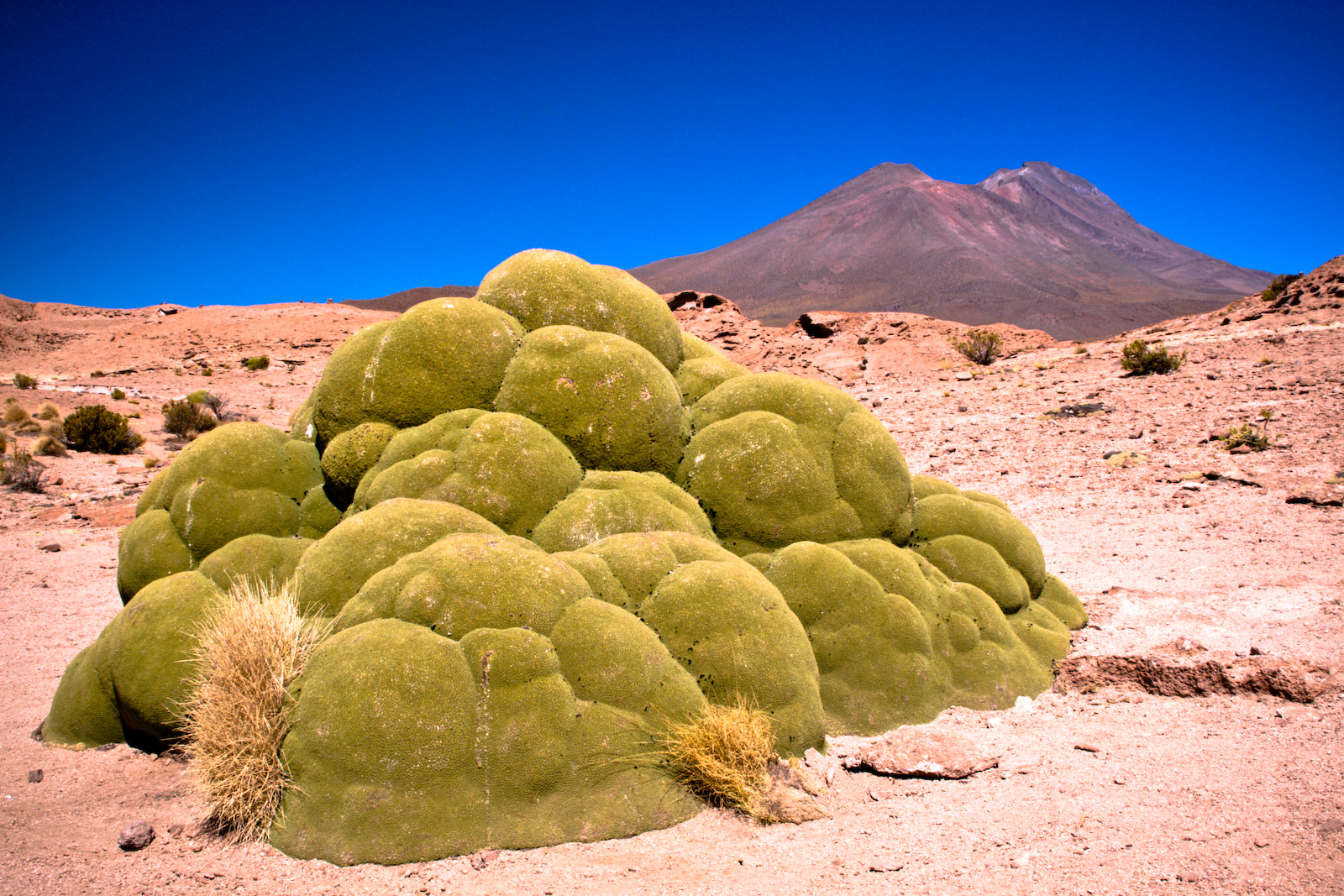
Cá thể Azorella compacta 3.000 tuổi mọc ở đồng cỏ Puna của dãy Andes ở Peru, Bolivia, Chile và phía tây Argentina ở độ cao từ 3.200 đến 4.500 m

### Tổng quan
Thực vật đệm tạo thành thảm lớn, thấp có thể cao tới 3 m (10 ft) đường kính. Hình dạng điển hình là một khối cây hình cầu hoặc bán cầu gồm các thân cây nhỏ phân nhánh rất gần nhau, các đốt ngắn, có ưu thế ngọn tối thiểu và mỗi gốc cây có trạng thái hoa hồng riêng lẻ. Mỗi phần nhánh cây đều phát triển với tốc độ tương đương nhau để không có phần cơ thể nào lộ ra nhiều hơn phần còn lại của toàn bộ cơ thể thực vật đệm. Một số tác giả loại trừ hình dạng "thảm" dẹt của dạng sống này. Lá nhỏ và ép vào thân cây, do đó các chồi được đóng gói rất chặt chẽ.
Theo hệ thống phân chia dạng sống thực vật của Raunkiær (1934), thực vật đệm là thực vật chồi sát đất (chamaephyte) chuyển tiếp sang thực vật chồi nửa ẩn (hemicryptophyte).
Các quan sát về quá trình lão hóa đã kết luận rằng cụm thực vật đệm thường chết hàng loạt thay vì chết từng cây riêng lẻ vào những thời điểm khác nhau. Bên dưới các gốc cây đệm thường sản xuất vật liệu không quang hợp hoặc giữ lại các lá chết trước đó để tạo ra một lớp cách nhiệt.
Thực vật đệm phát triển rất chậm. Trong trường hợp của Silene acaulis, tốc độ tăng trưởng đã được đo đạc là 0,06 cm (0,02 in) đến 1,82 cm (0,72 in) mỗi năm. Mặc dù tăng trưởng bị hạn chế, tuổi thọ của thực vật đệm rất cao, những cá thể lớn nhất của một số loài có thể đạt tới 350 tuổi. Một nghiên cứu về Azorella compacta ở miền nam Peru đã xác định rằng, dựa trên tốc độ tăng trưởng 1,4 mm mỗi năm, các cây riêng lẻ trong khu vực nghiên cứu có tuổi đời lên tới 850 năm, thỉnh thoảng bắt gặp những cá thể có tuổi đời lên tới 3.000 năm.
Rễ cái dài là cần thiết vì lượng mưa thấp ở môi trường vùng núi cao và Bắc Cực, lượng nước chủ yếu là từ tuyết tan và đất nông thoát nước nhanh. Ngoài việc lấy nước, cây còn phải giữ độ ẩm để tồn tại trong môi trường khô hạn. Hình dạng phát triển nhỏ gọn của cây đệm làm giảm tác động của luồng không khí lạnh, khô trên bề mặt biểu bì nên giảm mất nước. Ngoài ra, nhiều loại cây đệm có lá nhỏ và nhiều thịt lá làm giảm tỷ số diện tích bề mặt với thể tích cơ thể (tỷ lệ S/V) của cây, giúp giảm tiếp xúc với môi trường nên giảm thoát hơi nước và giữ nước. Ở môi trường núi cao, nhiệt độ thấp là yếu tố hạn chế sự phát triển. Vì vậy, nhờ có thân và lá mọc dày đặc, cây đệm có thể giữ nhiệt từ ánh sáng mặt trời, khiến chúng ấm hơn vài độ so với nhiệt độ không khí xung quanh và kéo dài thời gian sinh trưởng. Nhiều loại cây đệm núi cao cũng có lớp lông dày trên bề mặt cơ thể có tác dụng làm ấm không khí bị giữ lại giữa các sợi lông khi mặt trời chiếu sáng. Những sợi lông này hoạt động như một nhà kính và chúng cũng hoạt động như tấm chắn gió, ngăn gió thổi đi nhiệt lượng được giữ lại.
Thực vật đệm có thể có hoa lớn và rực rỡ (khi so sánh kích thước đối với một cây lâu năm nhỏ) hoặc đôi khi có hàng trăm bông hoa nhỏ. Điều này là cần thiết để thu hút các loài thụ phấn từ khoảng cách xa và trong mùa sinh trưởng ngắn.

### Phân loại

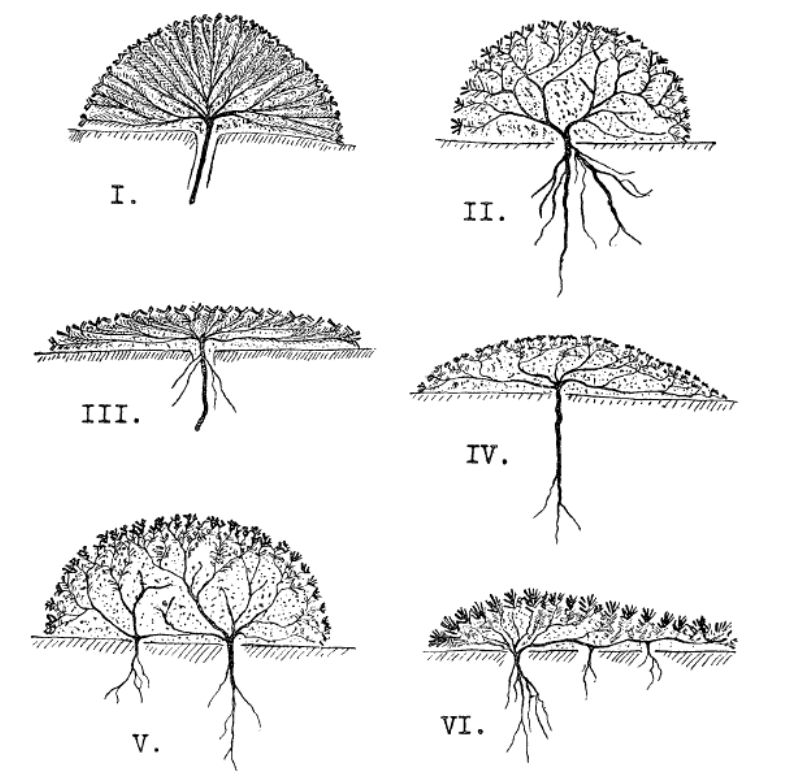
Sơ đồ mặt cắt dọc 6 loại cây đệm điển hình có rễ đơn theo Hauri (1913)

Theo phân loại được đề xuất bởi Hauri (1913), có thể phân biệt ba kiểu hình thái thực vật đệm như sau: (1) cây đệm điển hình, bao gồm một cá thể riêng lẻ, thân phân nhánh dày đặc, có hoặc không có vật liệu đóng gói (bao gồm nhiều loại vật liệu khác nhau: lá và cành già của chính cây (vô tình cung cấp mùn làm phân bón) và chất vô cơ (từ cát mịn đến đá khá lớn) do gió, mưa, suối, tuyết tan, đất đá rơi, tuyết lở, v.v. mang đến), do đó các bộ phận bên trong thực tế được che chở khỏi ánh sáng và gió; (2) cây bụi lùn giống như đệm, thường có hình tròn, không có vật liệu đóng gói và có kết cấu kém chặt chẽ hơn do đó gió mạnh, ánh sáng, động vật gặm nhấm, v.v. có thể xuyên qua được; (3) khối cây đệm phát sinh do sự tập hợp của một số cây riêng lẻ cùng loài hoặc khác loài, không phải do sự phát triển của một cá thể riêng lẻ như ở cây đệm điển hình.
Trong nhóm (1): Cây đệm điển hình được chia thành hai loại nhỏ hơn tùy thuộc vào việc có một rễ đơn lẻ hay không: (1.1) cây có một rễ đơn, do đó cây tạo thành một đơn vị hình thái và sinh lý và (1.2) cây có nhiều rễ mọc ra từ các cành thấp nhất để "đệm" có thể dễ dàng tách thành nhiều cây. Mỗi lớp sau đó được chia nhỏ theo hình dạng chung của đệm và chế độ phân nhánh. Ở nhóm (1.1), sáu loại chính được phân biệt - tùy thuộc vào việc các nhánh có sắp xếp theo hướng tỏa tròn đều đặn hay không (xem hình minh họa).
Loại I: rễ cọc đơn, hình ít nhiều giống bán cầu, nhánh tỏa tròn. Ví dụ: Androsace helvetica, Saxifraga caesia.
Loại II: giống như loại I, nhưng các nhánh có kích thước không đều và phân nhánh nhiều ở rìa của đệm. Ví dụ: Eritrichium nanum, Alsine sedoides, Saxifraga sp.
Loại III: giống với loại I, nhưng phần đỉnh phẳng hơn và ít nhánh hơn. Ví dụ: Silene acaulis khi còn non.
Loại IV: giống với loại II, nhưng phần đỉnh phẳng hơn và ít nhánh hơn. Ví dụ: Silene acaulis trưởng thành.
Loại V: nhiều hệ thống rễ, các nhánh không đều nhưng kết nối với nhau và tạo thành hình bán cầu. Ví dụ: Androsace alpina.
Loại VI: giống như loại V, nhưng các nhánh lan rộng ra và hình dạng dẹt hơn. Ví dụ: Carex firma.

## Sinh thái học

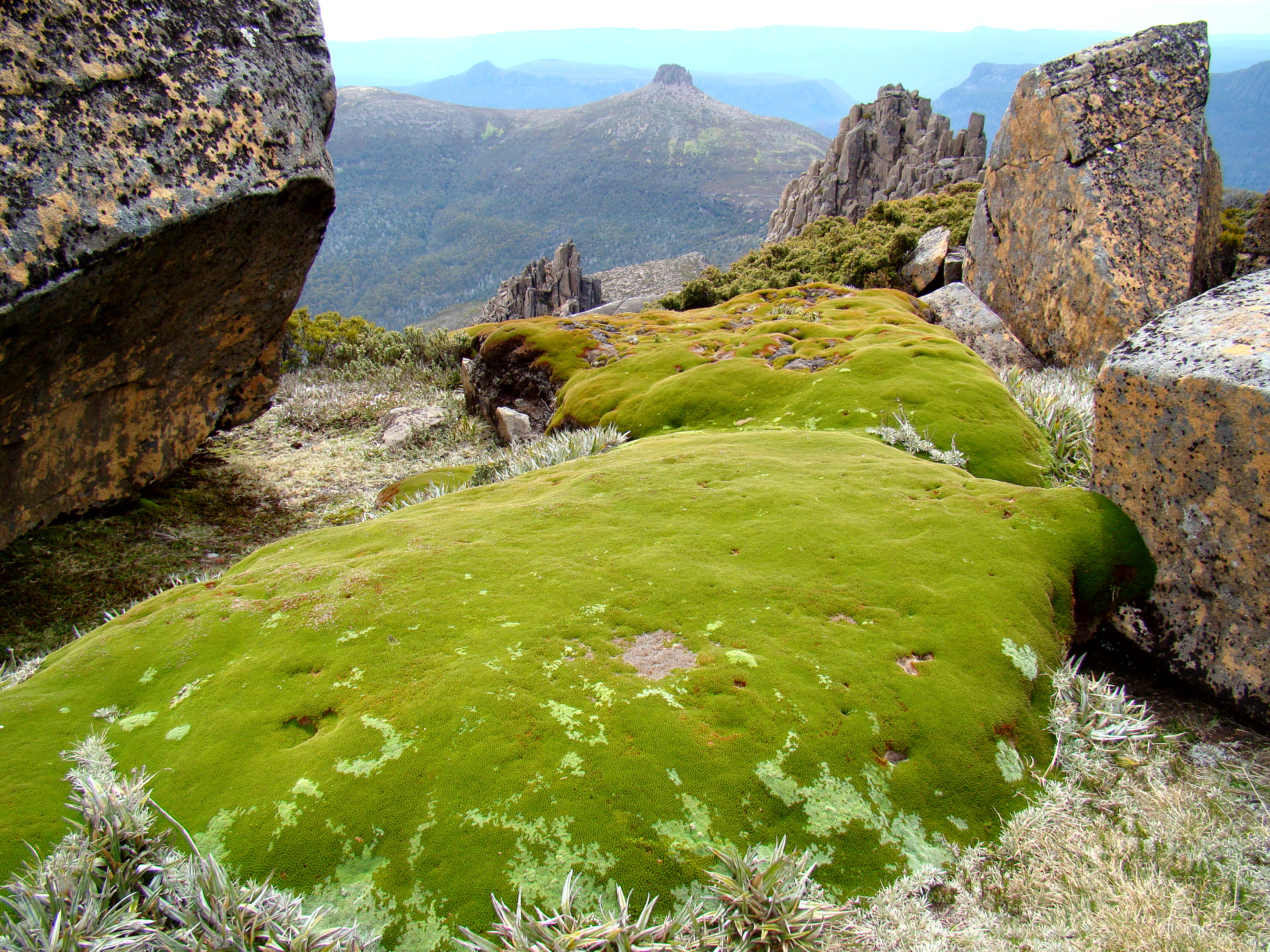
Donatia novae-zelandiae mọc trên núi Ossa, Tasmania

Việc tạo thành một cụm thực vật đệm mới trên một sườn dốc nhiều gió hoặc vùng lãnh nguyên khô cằn không phải là một sự kiện thường xuyên. Những cây đệm đã trưởng thành có thể đã hàng trăm năm tuổi, mặc dù chúng chỉ cao hơn mặt đất vài inch. Các cây này lan rộng theo chiều ngang là chính và có chiều rộng lớn hơn chiều cao.

Cây đệm thường mọc trên đất đá hoặc đất cát thoát nước nhanh, khô hạn với sinh cảnh cận núi cao, núi cao, Bắc Cực, cận Bắc Cực hoặc feldmark cận Nam Cực. Ở một số môi trường sống nhất định, chẳng hạn như đầm lầy than bùn hoặc đầm lầy, cây đệm cũng có thể là loài chủ chốt trong quần xã đỉnh cực. Vì vậy, các loài thực vật này thường phát triển ở môi trường sống trống trải với ít hoặc không có đất. Với vai trò là sinh vật tiên phong của diễn thế nguyên sinh ở môi trường núi cao, các loài thực vật đệm có khả năng thích nghi đặc biệt với điều kiện môi trường khắc nghiệt, khô hạn, nhiều gió của các sườn núi cao. 

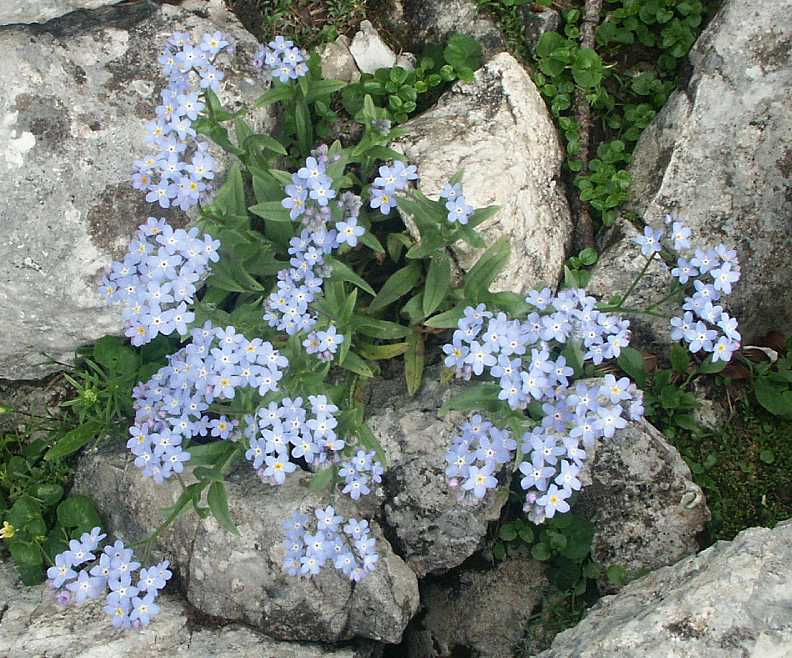
Lưu ly miền núi (Myosotis alpestris) ở độ cao khoảng 2250 m khu vực lân cận Kühtai, Tyrol, Áo

Cây trồng ở vùng núi cao hoặc cận núi cao phải đối mặt với thách thức trong việc thu thập và giữ nước. Một giải pháp để lấy nước là phát triển hệ thống rễ cây rộng lớn. Loài lưu ly miền núi (Myosotis alpestris) có thể chỉ cao hơn mặt đất vài inch, nhưng rễ cái của nó có thể mọc sâu tới vài feet dưới mặt đất. Hình dạng của thực vật đệm cũng thích nghi tốt với việc giữ không khí ấm áp của mùa hè bên trong cơ thể để kéo dài thời gian quang hợp. Cụm thực vật đệm ở độ cao lớn hơn thường nhỏ hơn và dày đặc hơn.

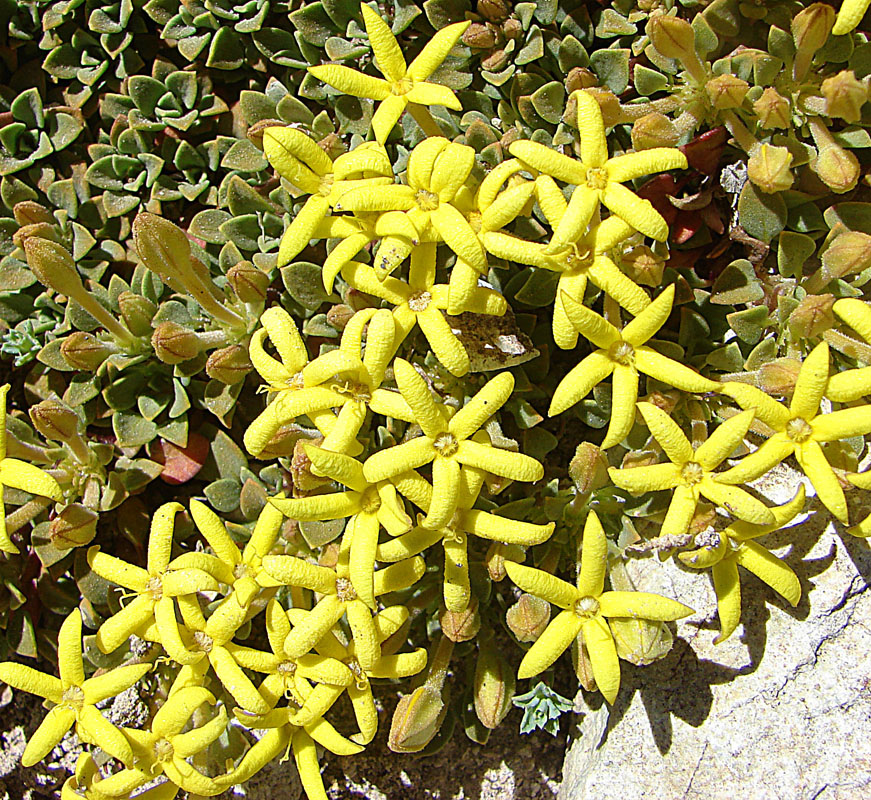
Oreopolus glacialis chụp tháng 1 năm 2007 từ vùng núi cao Andes

Các loài thực vật đệm sẽ phát triển trong nhiều năm trước khi sẵn sàng sinh sản lần đầu tiên. Cây chỉ phát triển tích cực trong khoảng thời gian ngắn khi có đủ nhiệt độ và ánh sáng mặt trời để quang hợp. Quá trình này có thể bắt đầu trước khi tuyết tan. 
Cây đệm được mô tả là kỹ sư hệ sinh thái vì khả năng duy trì độ ẩm và nhiệt độ lớp đệm ở mức cao ±15 °C (±27 °F) so với nhiệt độ mặt đất liền kề. Một số loài, cụ thể là Mulinum leptacanthum và Oreopolus glacialis đã được xác định là loài làm thay đổi nồng độ chất dinh dưỡng đa lượng trong đất. Những đặc điểm này cho phép các loài khác dễ dàng phát triển tại môi trường khắc nghiệt mà thực vật đệm sinh sống. Do đó, mức độ đa dạng của loài được chứng minh là tăng lên rõ rệt ở nơi mà các loài thực vật đệm đã tiên phong sinh sống.

## Đa dạng sinh học
Hình thái thực vật đệm không phải là đặc hữu của bất kỳ khu vực hay họ thực vật nào. Tính đến năm 2014, người ta ước tính có khoảng 1.309 loài thực vật đệm, phân bố trên 272 chi và 63 họ thực vật Hạt kín ở các khu vực trải dài từ Tasmania, New Zealand và Tierra del Fuego đến vùng lãnh nguyên Bắc Cực Svalbard đã cùng tiến hóa thành một dạng hình thái thực vật giống nhau để thích nghi với các điều kiện môi trường tương tự. Các họ Caryophyllaceae, Fabaceae, Asteraceae và Saxifragaceae nổi bật là những họ có số lượng loài thực vật đệm lớn nhất, với lần lượt là 165, 146, 126 và 123 loài. Ngoài ra, các họ Apiaceae, Donatiaceae và Stylidiaceae đều có các loài thực vật đệm.

## Phân bố
Theo số lượng loài, thực vật đệm phổ biến nhất ở châu Á ôn đới (37,1%), tiếp theo là Nam Mỹ (26,7%), châu Âu (14,3%), châu Úc (10,4%) và châu Á nhiệt đới (9,3%). Bắc Mỹ (6,6%), châu Phi (4,3%) và Nam Cực (1,1%) chiếm 12% số loài thực vật đệm.
Về mặt khu vực, New Guinea, New Zealand, dãy Andes và Patagonia, dãy Himalaya, dãy Hoành Đoạn (Trung Quốc), dãy Alps (châu Âu) và dãy Pyrenees có mật độ các loài thực vật đệm cao nhất.
Cao nguyên Thanh Tạng là nơi sinh sống của 15 chi và 8 họ, là trung tâm đa dạng sinh học của các loài thực vật đệm.